# Folke Ranelid
Folke Adolf Ranelid, född 28 oktober 1904 i Sankt Pauli församling i Malmö, död 20 mars 1967 i Kirsebergs församling i Malmö, var en svensk konstnär (målare och tecknare). Han var bror till konstnären Sigvard Ranelid och därmed farbror till dennes son författaren Björn Ranelid.
Folke Ranelids verk bestod bland annat av mariner, blommor och nattljusbeprydda gator i rena färger. Han var utbildad vid Skånska målarskolan i Malmö. Han verkade också som reklamtecknare.
Han var från 1953 gift med Brita Irene Elisabet Eriksson (1913–1993). Makarna Ranelid är begravda på Fosie kyrkogård.